# 동방청량음료
동방청량음료 합명회사는 1950년부터 1970년까지 존재했던 대한민국 식음료업 기업이며 후에 롯데가 인수해서 롯데칠성이 되었다.